# Michael Marwitz
Michael Marwitz (* 21. März 1956 in Düsseldorf) ist ein deutscher Schauspieler.

## Leben und Wirken
Michael Marwitz stammt aus einer Schauspielerfamilie. Sein Vater war der Schauspieler Horst Mehring (bürgerlich: Horst Marwitz), seine Großeltern waren das Schauspielerehepaar Hofschauspieler Oskar Mehring (bürgerlich: Oskar Marwitz) und Hofschauspielerin Frieda Jahn.
Marwitz studierte zunächst zwei Jahre Geige am Musikkonservatorium Bremen. Von 1976 bis 1979 absolvierte er eine Schauspielausbildung an der Folkwangschule Essen. Zunächst folgten Theaterauftritte wie etwa in Shakespeare-Stücken König Lear oder Othello.
Später hatte Marwitz auch zahlreiche Fernseh- und einige Filmrollen inne. Hauptrollen spielte er in den Filmen Zugzwang im Jahr 1989 unter der Regie von Mathieu Carrière und Tod im seichten Wasser im Jahr 1994. Insgesamt wirkte er als Schauspieler vor der Kamera bisher in über 30 Film-und-Fernsehproduktionen mit.
In der ARD-Serie Lindenstraße spielte Marwitz ab April 1993 (Folge 384) die Rolle des Kurt Sperling. Im April 2000 (Folge 750) starb er den Serientod. Im März 2020 (Folge 1754: Die Geister, die Helga riefen) hatte er einen Gastauftritt als Geist. 
Im Sommer 2006 spielte er den Weislingen in Götz von Berlichingen bei den Burgfestspielen Jagsthausen unter der Regie von Jan Aust. 2007 stand er als Ödipus in König Ödipus von Sophokles im Rahmen der Trierer Antikenfestspiele auf der Bühne. Im Sommer 2012 verkörperte er die Rolle des Bruder Lorenzos in Romeo und Julia von William Shakespeare bei dem Open-Air-Festival Clingenburg Festspiele in Klingenberg am Main. 2013 spielte er dort die Titelrolle in Faust. Regie führte beide Male Marcel Krohn.
Michael Marwitz ist verheiratet und hat eine Tochter.

## Filmografie (Auswahl)
- 1989: Zugzwang
- 1991: Derrick (Fernsehserie, 1 Folge)
- 1991: Ein Fall für zwei (Fernsehserie, 1 Folge)
- 1993–2000, 2020: Lindenstraße (Fernsehserie)
- 1994: Tod im seichten Wasser
- 1994: Die Wache (Fernsehserie, 1 Folge)
- 1994: Schwarz greift ein (Fernsehserie, 1 Folge)
- 1994: Stadtklinik (Fernsehserie, 2 Folgen)
- 1995: Entführung aus der Lindenstraße (Fernsehfilm)
- 1997: Frauenarzt Dr. Markus Merthin (Fernsehserie, 2 Folgen)
- 2001: Vater wider Willen (Fernsehserie, 2 Folgen)
- 2002: Alphateam – Die Lebensretter im OP (Fernsehserie, 2 Folgen)
- 2011: Das Blaue vom Himmel
- 2012: Die Fallers – Die SWR Schwarzwaldserie (Fernsehserie, 1 Folge)
- 2017: Tatort: Die Liebe, ein seltsames Spiel (Fernsehreihe)
- 2018: Der Staatsanwalt (Fernsehserie, 1 Folge)
- 2018: Alles oder nichts (Fernsehserie, 1 Folge)
- 2024: Aktenzeichen XY … ungelöst (Fernsehreihe, 1 Folge)